# Lake County, Florida
Lake County är ett administrativt område i delstaten Florida, USA, med 297 052 invånare. Den administrativa huvudorten (county seat) är Tavares.

## Geografi
Enligt United States Census Bureau har countyt en total area på 2 995 km². 2 469 km² av den arean är land och 526 km² är vatten.

### Angränsande countyn
- Volusia County, Florida - nordöst
- Orange County, Florida - öst
- Seminole County, Florida - öst
- Osceola County, Florida - sydöst
- Polk County, Florida - syd
- Sumter County, Florida - väst
- Marion County, Florida - nordväst

### Större orter
- Clermont
- Eustis
- Four Corners
- Groveland
- Lady Lake
- Leesburg
- Mascotte
- Minneola
- Mount Dora
- Tavares